# Louis Uedemann
Louis Uedemann est un joueur d'échecs américain né le 10 janvier 1854 et mort le 22 novembre 1912.

## Biographie et carrière
Uedemann fut un des meilleurs joueurs américains de 1900 à sa mort. Il remporta la première et la troisième édition du Western Chess Association Tournament (l'ancêtre de l'US Open des échecs, le championnat ouvert des États-Unis) en 1900 et 1902.
En 1904, Uedemann finit troisième, derrière Frank Marshall et Max Judd du septième congrès américain d'échecs.